# Lake Weeroona
Lake Weeroona är en sjö i Australien. Den ligger i delstaten Victoria, omkring 130 kilometer nordväst om delstatshuvudstaden Melbourne. 
I omgivningarna runt Lake Weeroona växer huvudsakligen savannskog. Runt Lake Weeroona är det ganska glesbefolkat, med 38 invånare per kvadratkilometer. Genomsnittlig årsnederbörd är 618 millimeter. Den regnigaste månaden är februari, med i genomsnitt 87 mm nederbörd, och den torraste är januari, med 17 mm nederbörd.